# Rumoi-Hauptlinie
| Rumoi-Hauptlinie bei Chippubetsu |                   |                             |                  |
| |                   |                             |                  |
| Streckenlänge: | 50,1 km           |                             |                  |
| Spurweite: | 1067 mm (Kapspur) |                             |                  |
| Streckengeschwindigkeit: | 95 km/h           |                             |                  |
| Zweigleisigkeit: | nein              |                             |                  |
| |                   |                             |                  |
| Gesellschaft: | JR Hokkaido       |                             |                  |
| \| \| \| ← Shinmei-Linie \| 1924–1995 \| \| \| 0,0 \| Fukagawa (深川) \| 1898– \| \| \| \| ↑→ Hakodate-Hauptlinie \| 1898– \| \| \| 3,8 \| Kita-Ichiyan (北一已) \| 1955– \| \| \| 8,8 \| Chippubetsu (秩父別) \| 1910– \| \| \| 11,2 \| Kita-Chippubetsu (北秩父別) \| 1956– \| \| \| \| Uryū-gawa \| \| \| \| 14,4 \| Ishikari-Numata (石狩沼田) \| 1910– \| \| \| \| → Sasshō-Linie \| 1931–1972 \| \| \| 17,8 \| Mappu (真布) \| 1956–2023 \| \| \| \| ← Tome-Megumu-Bahn \| 1930–1971 \| \| \| 20,7 \| Ebishima (恵比島) \| 1910–2023 \| \| \| \| Ebishima-Tunnel \| \| \| \| \| Tōgeshita-Tunnel \| \| \| \| 28,3 \| Tōgeshita (峠下) \| 1910–2023 \| \| \| 31,6 \| Higashi-Horonuka (東幌糠) \| 1963–2006 \| \| \| \| Rumoi-gawa \| \| \| \| 34,5 \| Horonuka (幌糠) \| 1910–2023 \| \| \| \| Rumoi-gawa \| \| \| \| 37,3 \| Sakuraba (桜庭) \| 1963–1990 \| \| \| 40,0 \| Fujiyama (藤山) \| 1910–2023 \| \| \| \| Rumoi-gawa \| \| \| \| 44,2 \| Ōwada (大和田) \| 1910–2023 \| \| \| \| Rumoi-gawa \| \| \| \| 48,8 \| Ausweiche Higashi-Rumoi \| 1927–1941 \| \| \| \| ← Haboro-Linie \| 1927–1941 \| \| \| \| Rumoi-gawa \| \| \| \| 50,2 \| Rumoi (留萌) \| 1910–2023 \| \| \| \| ← Teshio-Grubenbahn \| 1941–1967 \| \| \| \| ← Haboro-Linie \| 1941–1987 \| \| \| \| ← Hafenbahn \| 1930–1941 \| \| \| 52,2 \| Segoshi (瀬越) \| 1926–2016 \| \| \| \| Hamanaka-kaisuiyokujō \| 1989–1995 \| \| \| \| (浜中海水浴場) \| \| \| \| 56,2 \| Reuke (礼受) \| 1921–2016 \| \| \| 57,5 \| Afun (阿分) \| 1963–2016 \| \| \| \| Afun-Tunnel \| \| \| \| \| Nobusha-gawa \| \| \| \| 60,2 \| Nobusha (信砂) \| 1963–2016 \| \| \| 61,0 \| Shaguma (舎熊) \| 1921–2016 \| \| \| 62,7 \| Shumombetsu (朱文別) \| 1963–2016 \| \| \| 64,0 \| Hashibetsu (箸別) \| 1921–2016 \| \| \| 66,8 \| Mashike (増毛) \| 1921–2016 \| |                   |                             |                  |
| Abzweig geradeaus und ehemals von rechts |                   | ← Shinmei-Linie             | 1924–1995        |
| Bahnhof | 0,0               | Fukagawa (深川)             | 1898–            |
| Abzweig geradeaus und nach links |                   | ↑→ Hakodate-Hauptlinie      | 1898–            |
| Haltepunkt / Haltestelle | 3,8               | Kita-Ichiyan (北一已)       | 1955–            |
| Haltepunkt / Haltestelle | 8,8               | Chippubetsu (秩父別)        | 1910–            |
| Haltepunkt / Haltestelle | 11,2              | Kita-Chippubetsu (北秩父別) | 1956–            |
| Brücke über Wasserlauf |                   | Uryū-gawa                   | Uryū-gawa        |
| Kopfbahnhof Strecke ab hier außer Betrieb | 14,4              | Ishikari-Numata (石狩沼田)  | 1910–            |
| Abzweig geradeaus und nach links (Strecke außer Betrieb) |                   | → Sasshō-Linie              | 1931–1972        |
| Haltepunkt / Haltestelle (Strecke außer Betrieb) | 17,8              | Mappu (真布)                | 1956–2023        |
| Abzweig geradeaus und von rechts (Strecke außer Betrieb) |                   | ← Tome-Megumu-Bahn          | 1930–1971        |
| Bahnhof (Strecke außer Betrieb) | 20,7              | Ebishima (恵比島)           | 1910–2023        |
| Tunnel (Strecke außer Betrieb) |                   | Ebishima-Tunnel             | Ebishima-Tunnel  |
| Tunnel (Strecke außer Betrieb) |                   | Tōgeshita-Tunnel            | Tōgeshita-Tunnel |
| Bahnhof (Strecke außer Betrieb) | 28,3              | Tōgeshita (峠下)            | 1910–2023        |
| Haltepunkt / Haltestelle (Strecke außer Betrieb) | 31,6              | Higashi-Horonuka (東幌糠)   | 1963–2006        |
| Brücke über Wasserlauf (Strecke außer Betrieb) |                   | Rumoi-gawa                  | Rumoi-gawa       |
| Haltepunkt / Haltestelle (Strecke außer Betrieb) | 34,5              | Horonuka (幌糠)             | 1910–2023        |
| Brücke über Wasserlauf (Strecke außer Betrieb) |                   | Rumoi-gawa                  | Rumoi-gawa       |
| Haltepunkt / Haltestelle (Strecke außer Betrieb) | 37,3              | Sakuraba (桜庭)             | 1963–1990        |
| Haltepunkt / Haltestelle (Strecke außer Betrieb) | 40,0              | Fujiyama (藤山)             | 1910–2023        |
| Brücke über Wasserlauf (Strecke außer Betrieb) |                   | Rumoi-gawa                  | Rumoi-gawa       |
| Haltepunkt / Haltestelle (Strecke außer Betrieb) | 44,2              | Ōwada (大和田)              | 1910–2023        |
| Brücke über Wasserlauf (Strecke außer Betrieb) |                   | Rumoi-gawa                  | Rumoi-gawa       |
| Blockstelle (Strecke außer Betrieb) | 48,8              | Ausweiche Higashi-Rumoi     | 1927–1941        |
| |                   | ← Haboro-Linie              | 1927–1941        |
| Strecke (außer Betrieb) · Brücke über Wasserlauf (Strecke außer Betrieb) |                   | Rumoi-gawa                  | Rumoi-gawa       |
| Strecke (außer Betrieb) · Bahnhof (Strecke außer Betrieb) | 50,2              | Rumoi (留萌)                | 1910–2023        |
| Kreuzung (Strecken außer Betrieb) · Abzweig geradeaus und nach rechts (Strecke außer Betrieb) |                   | ← Teshio-Grubenbahn         | 1941–1967        |
| Abzweig quer und nach rechts (Strecke außer Betrieb) · Abzweig geradeaus und nach rechts (Strecke außer Betrieb) |                   | ← Haboro-Linie              | 1941–1987        |
| Abzweig geradeaus und nach rechts (Strecke außer Betrieb) |                   | ← Hafenbahn                 | 1930–1941        |
| Haltepunkt / Haltestelle (Strecke außer Betrieb) | 52,2              | Segoshi (瀬越)              | 1926–2016        |
| Haltepunkt / Haltestelle (Strecke außer Betrieb) |                   | Hamanaka-kaisuiyokujō       | 1989–1995        |
| Strecke (außer Betrieb) |                   | (浜中海水浴場)              | (浜中海水浴場)   |
| Haltepunkt / Haltestelle (Strecke außer Betrieb) | 56,2              | Reuke (礼受)                | 1921–2016        |
| Haltepunkt / Haltestelle (Strecke außer Betrieb) | 57,5              | Afun (阿分)                 | 1963–2016        |
| Tunnel (Strecke außer Betrieb) |                   | Afun-Tunnel                 | Afun-Tunnel      |
| Brücke über Wasserlauf (Strecke außer Betrieb) |                   | Nobusha-gawa                | Nobusha-gawa     |
| Haltepunkt / Haltestelle (Strecke außer Betrieb) | 60,2              | Nobusha (信砂)              | 1963–2016        |
| Haltepunkt / Haltestelle (Strecke außer Betrieb) | 61,0              | Shaguma (舎熊)              | 1921–2016        |
| Haltepunkt / Haltestelle (Strecke außer Betrieb) | 62,7              | Shumombetsu (朱文別)        | 1963–2016        |
| Haltepunkt / Haltestelle (Strecke außer Betrieb) | 64,0              | Hashibetsu (箸別)           | 1921–2016        |
| Kopfbahnhof Streckenende (Strecke außer Betrieb) | 66,8              | Mashike (増毛)              | 1921–2016        |

Die Rumoi-Hauptlinie (jap. 留萌本線, Rumoi-honsen) ist eine Eisenbahnstrecke auf der japanischen Insel Hokkaidō, die von der Bahngesellschaft Hokkaido Railway Company (JR Hokkaido) betrieben wird. Sie verbindet Fukagawa mit Rumoi.

## Beschreibung
Die in Kapspur (1067 mm) verlegte Rumoi-Hauptlinie ist 50,1 km lang und mit Ausnahme einzelner Ausweichen vollständig eingleisig. Sie beginnt in Fukagawa, wo sie von der Hakodate-Hauptlinie abzweigt. Sie durchquert zunächst den nördlichsten Teil der Ishikari-Ebene, danach die Ausläufer der Mashike-Bergkette. Durch das enge Rumoi-Tal erreicht sie die Hafenstadt Rumoi. Im Personenverkehr werden zwölf Bahnhöfe und Haltestellen bedient, die Strecke ist nicht elektrifiziert. Bis zum 5. Dezember 2016 führte die Strecke von Rumoi aus weiter der Küste des Japanischen Meers entlang bis Mashike; dieser mittlerweile stillgelegte Abschnitt war 16,7 km lang.

## Züge
Täglich verkehren sieben Zugpaare im Regionalverkehr zwischen den Bahnhöfen Fukagawa und Ishikari-Numata. Eingesetzt werden Dieseltriebwagen im Einmannbetrieb. 
Im Dezember 1998 kam während der Dreharbeiten für das Morgen-Dorama Suzuran des Fernsehsenders NHK ein Zug mit der Dampflokomotive C12 66 auf der Rumoi-Hauptlinie zum Einsatz. Aufgrund des Erfolgs der Fernsehserie bot JR Hokkaido von Mai 1999 bis September 2006 Nostalgiefahrten zwischen Fukagawa und Mashike an.

## Geschichte
1896 beschloss der japanische Reichstag das Hokkaidō-Eisenbahnbaugesetz, das den Staat dazu verpflichtete, die wirtschaftliche Entwicklung der Insel durch die Errichtung von Bahnstrecken zu fördern. Etwa zehn Jahre später nahm das Eisenbahnamt (das spätere Eisenbahnministerium) den Bau der Rumoi-Linie (留萌線, Rumoi-sen) in Angriff. Neben der Erschließung der Provinz Teshio sollte sie dem Transport von Kohle und Holz zum Hafen von Rumoi dienen. Der Abschnitt zwischen Fukagawa und Rumoi ging am 23. November 1910 in Betrieb, das Teilstück zwischen Rumoi und Mashike folgte am 5. November 1921.
Gemäß dem im Anhang des revidierten Eisenbahnbaugesetzes von 1922 aufgeführten Projekt 135 sollte die Rumoi-Linie entlang der Küste des Japanischen Meers bis nach Sapporo verlängert werden. Mangels Nachfrage wurde dieses Vorhaben jedoch nie verwirklicht. 1931 erhielt die Strecke ihre heutige Bezeichnung Rumoi-Hauptlinie, nachdem mehrere Zweigstrecken hinzugekommen waren (diese sind mittlerweile alle stillgelegt). Am 14. März 1946 entgleiste auf der Brücke über den Nobusha-gawa zwischen Reuke und Shaguma ein Zug und stürzte in den Fluss. Dabei kamen 17 Menschen ums Leben und 97 weitere erlitten Verletzungen.
Am 19. November 1956 begann die Japanische Staatsbahn mit dem Einsatz von Dieseltriebwagen. In den Jahren 1961 bis 1986 verkehrten Schnellzüge von Rumoi über Fukagawa nach Sapporo (und sporadisch weiter nach Otaru). Im Rahmen der Staatsbahnprivatisierung ging die Strecke am 1. April 1987 in den Besitz der neuen Gesellschaft JR Hokkaido über. Zwölf Jahre später legte JR Freight den Güterbahnhof in Rumoi still. Aufgrund rekordhoher Schneefallmengen musste der Betrieb am 3. Januar 2013 auf der gesamten Rumoi-Hauptlinie eingestellt werden; das Teilstück Fukagawa–Rumoi konnte erst nach acht Tagen wieder freigegeben werden, die restliche Strecke sogar erst nach 15 Tagen.
JR Hokkaido gab im April 2016 bekannt, dass es das 16,7 km lange Teilstück zwischen Rumoi und Mashike stilllegen und durch eine Buslinie ersetzen wird. Diese Maßnahme wurde am 5. Dezember 2016 umgesetzt. Zwei Wochen zuvor hatte JR Hokkaido bekanntgegeben, dass auch der verbleibende Abschnitt der Rumoi-Hauptlinie zwischen Fukagawa und Rumoi bis spätestens 2019 ebenfalls stillgelegt werden soll. Nach Verhandlungen erklärte sich JR Hokkaido im August 2022 dazu bereit, den Abschnitt bis Ishikari-Numata vorläufig beizubehalten. Am 31. März 2023 erfolgte die Stilllegung des Abschnitts Ishikari-Numata–Rumoi, womit sich die Länge der Strecke auf 14,4 km verkürzte.

## Liste der Bahnhöfe
Bestehende Strecke
| Name                        | km   | Anschlusslinien     | Lage   | Ort         |
| --------------------------- | ---- | ------------------- | ------ | ----------- |
| Fukagawa (深川)             | 00,0 | Hakodate-Hauptlinie | Koord. | Fukagawa    |
| Kita-Ichiyan (北一已)       | 03,8 |                     | Koord. | Fukagawa    |
| Chippubetsu (秩父別)        | 08,8 |                     | Koord. | Chippubetsu |
| Kita-Chippubetsu (北秩父別) | 11,2 |                     | Koord. | Chippubetsu |
| Ishikari-Numata (石狩沼田)  | 14,4 |                     | Koord. | Numata      |

Stillgelegter Abschnitt
| Name                       | km   | Anschlusslinien | Lage   | Ort     |
| -------------------------- | ---- | --------------- | ------ | ------- |
| Ishikari-Numata (石狩沼田) | 14,4 |                 |        | Numata  |
| Mappu (真布)               | 17,8 |                 | Koord. | Numata  |
| Ebishima (恵比島)          | 20,7 |                 | Koord. | Numata  |
| Tōgeshita (峠下)           | 28,3 |                 | Koord. | Rumoi   |
| Horonuka (幌糠)            | 34,5 |                 | Koord. | Rumoi   |
| Fujiyama (藤山)            | 40,0 |                 | Koord. | Rumoi   |
| Ōwada (大和田)             | 44,2 |                 | Koord. | Rumoi   |
| Rumoi (留萌)               | 50,1 |                 | Koord. | Rumoi   |
| Segoshi (瀬越)             | 52,2 |                 | Koord. | Rumoi   |
| Reuke (礼受)               | 56,2 |                 | Koord. | Rumoi   |
| Afun (阿分)                | 57,5 |                 | Koord. | Mashike |
| Nobusha (信砂)             | 60,2 |                 | Koord. | Mashike |
| Shaguma (舎熊)             | 61,0 |                 | Koord. | Mashike |
| Shumombetsu (朱文別)       | 62,7 |                 | Koord. | Mashike |
| Hashibetsu (箸別)          | 64,0 |                 | Koord. | Mashike |
| Mashike (増毛)             | 66,8 |                 | Koord. | Mashike |